# Spazio di Banach
In matematica uno spazio di Banach è uno spazio normato completo rispetto alla metrica indotta dalla norma.
Gli spazi di Banach furono studiati inizialmente da Stefan Banach, da cui hanno preso il nome, e costituiscono un oggetto di studio molto importante dell'analisi funzionale: molti spazi di funzioni sono, infatti, spazi di Banach.

## Definizione
Uno spazio di Banach è uno spazio vettoriale sul campo dei numeri reali o complessi, la cui dimensione può essere infinita, e sul quale è definita una norma tale che ogni successione di Cauchy sia convergente (abbia cioè un limite) a un elemento dello spazio.
Una condizione necessaria e sufficiente affinché uno spazio vettoriale normato {\displaystyle X} sia completo, ovvero sia di Banach, è che tutte le successioni {\displaystyle \{x_{n}\}_{n=1}^{\infty }} assolutamente sommabili, cioè tali che:
{\displaystyle \sum _{n=1}^{\infty }\|x_{n}\|<\infty }
siano anche sommabili:
{\displaystyle \sum _{n=1}^{\infty }x_{n}<\infty }
e in particolare convergano a un elemento di {\displaystyle X}.

## Esempi
- La retta reale {\displaystyle \mathbb {R} } con la distanza {\displaystyle d(x,y)=|x-y|}.
- Lo spazio vettoriale {\displaystyle \mathbb {R} ^{n}} oppure {\displaystyle \mathbb {C} ^{n}} con una delle distanze:

{\displaystyle d_{p}({\vec {x}},{\vec {y}})=\left(\sum _{k=1}^{n}|x_{k}-y_{k}|^{p}\right)^{\frac {1}{p}}}
determinate da un numero reale {\displaystyle p>0}.
- Un esempio di spazio infinito dimensionale è lo spazio lp delle successioni di numeri reali o complessi convergenti con la distanza:

{\displaystyle d_{p}({\vec {x}},{\vec {y}})=\left(\sum _{k=1}^{\infty }|x_{k}-y_{k}|^{p}\right)^{\frac {1}{p}}.}
- Spazio infinito dimensionale delle successioni limitate {\displaystyle l_{\infty }} con la distanza:

{\displaystyle d_{\infty }({\vec {x}},{\vec {y}})=\mathrm {sup} _{k}|x_{k}-y_{k}|.}
- Spazio infinito dimensionale delle funzioni continue {\displaystyle C[a,b]} su un intervallo {\displaystyle [a,b]} con la distanza:

{\displaystyle d_{\infty }(f,g)=\mathrm {max} _{t}|f(t)-g(t)|.}
- Spazio infinito dimensionale Lp, uno spazio di Banach importante in analisi funzionale.

## Base di Schauder
Una base di Schauder in uno spazio di Banach {\displaystyle X} è una successione {\displaystyle \{e_{n}\}_{n\geq 0}} di vettori in {\displaystyle X} tali per cui per ogni vettore {\displaystyle x\in X} esiste un insieme di scalari {\displaystyle \{x_{n}\}_{n\geq 0}}, definito in modo unico, tale che:
{\displaystyle x=\sum _{n=0}^{\infty }x_{n}e_{n},}
ossia 
{\displaystyle x=\lim _{n}P_{n}(x),\qquad P_{n}(x):=\sum _{k=0}^{n}x_{k}e_{k}.}
Per il principio dell'uniforme limitatezza segue che le trasformazioni lineari {\displaystyle P_{n}} sono uniformemente limitate da una qualche costante {\displaystyle C}.
I funzionali lineari {\displaystyle \{e_{n}^{*}\}} che ad ogni {\displaystyle x\in X} associano le rispettive coordinate {\displaystyle \{x_{n}\}} sono detti funzionali biortogonali. Se i vettori di base hanno norma 1, allora i funzionali coordinati hanno norma minore di {\displaystyle 2C} nel duale di {\displaystyle X}.

## Riflessività
Una parte consistente dello studio degli spazi di Banach riguarda i criteri che lo rendono uno spazio riflessivo, ovvero uno spazio (in generale localmente convesso) che coincide con il suo biduale (il duale continuo del suo spazio duale continuo) sia come spazio vettoriale sia come spazio topologico.

## Derivate
Negli spazi di Banach si utilizzano diverse generalizzazioni della derivata, in particolare le derivate di Fréchet e Gâteaux. La prima consente di caratterizzare l'estensione della derivata direzionale in uno spazio di Banach, mentre la derivata di Gâteaux riguarda la derivata direzionale in spazi localmente convessi (si tratta di una condizione per la differenziabilità che è più debole rispetto a quella di Fréchet: una via intermedia si ha con la quasi-derivata).

## Generalizzazioni
Esistono diverse importanti generalizzazioni dello spazio di Banach in analisi funzionale; ad esempio lo spazio delle distribuzioni su {\displaystyle \mathbb {R} } è completo, ma non è normato. Negli spazi di Fréchet si hanno metriche complete, mentre gli spazi LF sono spazi vettoriali uniformi che estendono gli spazi di Fréchet.

## Algebre di Banach
Un'algebra di Banach è un'algebra associativa {\displaystyle A} sui numeri reali o sui numeri complessi che è anche uno spazio di Banach. L'algebra della moltiplicazione e lo spazio normato di Banach devono essere collegati dalla disuguaglianza:
{\displaystyle \forall x,y\in A,\|x\,y\|\leq \|x\|\,\|y\|}
che stabilisce che la norma del prodotto è minore o uguale del prodotto delle norme. Questo assicura che l'operazione di moltiplicazione è una funzione continua.
Tra gli esempi più significativi, l'insieme dei numeri reali (o complessi) è un'algebra di Banach con la norma del valore assoluto, mentre l'insieme di tutte le matrici reali o complesse {\displaystyle n} per {\displaystyle n} è un'algebra di Banach se si associa loro una norma. Anche l'algebra di tutte le funzioni continue limitate a valori reali o complessi su uno spazio localmente compatto (con l'operazione di moltiplicazione definita puntualmente e la norma dell'estremo superiore) è un'algebra di Banach, così come quella degli operatori lineari continui su uno spazio di Hilbert, che formano una C*-algebra e quindi un'algebra di Banach.

## Alcuni tra gli spazi di Banach più diffusi
Detto {\displaystyle K} un campo che può essere {\displaystyle \mathbb {R} } o {\displaystyle \mathbb {C} }, siano {\displaystyle X} uno spazio di Hausdorff compatto, {\displaystyle I=[a,b]} un intervallo, {\displaystyle p} e {\displaystyle q} numeri reali con {\displaystyle p>1} e {\displaystyle q<\infty } e tali che {\displaystyle 1/p+1/q=1}. Sia inoltre {\displaystyle \Sigma } una sigma-algebra, {\displaystyle \Xi } un'algebra di insiemi e {\displaystyle \mu } una misura con variazione totale {\displaystyle |\mu |}.
|            | Spazio duale | Riflessivo | Sequenzialmente completo (convergenza debole) | Norma                                                                                        | Note                                                                                                 |
| ---------- | ------------ | ---------- | --------------------------------------------- | -------------------------------------------------------------------------------------------- | --- |
| Kn         | Kn           | sì         | sì                                            | {\displaystyle \\|x\\|_{2}=\left(\sum _{i=1}^{n}\|x_{i}\|^{2}\right)^{\frac {1}{2}}}         | Spazio euclideo                                                                                      |
| ℓnp        | ℓnq          | sì         | sì                                            | {\displaystyle \\|x\\|_{p}=\left(\sum _{i=1}^{n}\|x_{i}\|^{p}\right)^{\frac {1}{p}}}         | |
| ℓn∞        | ℓn1          | sì         | sì                                            | {\displaystyle \\|x\\|_{\infty }=\max \nolimits _{1\leq i\leq n}\|x_{i}\|}                   | |
| ℓp         | ℓq           | sì         | sì                                            | {\displaystyle \\|x\\|_{p}=\left(\sum _{i=1}^{\infty }\|x_{i}\|^{p}\right)^{\frac {1}{p}}}   | |
| ℓ1         | ℓ∞           | no         | sì                                            | {\displaystyle \\|x\\|_{1}=\sum _{i=1}^{\infty }\|x_{i}\|}                                   | |
| ℓ∞         | bv           | no         | no                                            | {\displaystyle \\|x\\|_{\infty }=\sup \nolimits _{i}\|x_{i}\|}                               | |
| c          | ℓ1           | no         | no                                            | {\displaystyle \\|x\\|_{\infty }=\sup \nolimits _{i}\|x_{i}\|}                               | |
| c0         | ℓ1           | no         | no                                            | {\displaystyle \\|x\\|_{\infty }=\sup \nolimits _{i}\|x_{i}\|}                               | Isomorfo, ma non isometrico, allo spazio c.                                                          |
| bv         | ℓ∞           | no         | sì                                            | {\displaystyle \\|x\\|_{bv}=\|x_{1}\|+\sum _{i=1}^{\infty }\|x_{i+1}-x_{i}\|}                | Isometricamente isomorfo a ℓ1.                                                                       |
| bv0        | ℓ∞           | no         | sì                                            | {\displaystyle \\|x\\|_{bv_{0}}=\sum _{i=1}^{\infty }\|x_{i+1}-x_{i}\|}                      | Isometricamente isomorfo a ℓ1.                                                                       |
| bs         | ba           | no         | no                                            | {\displaystyle \\|x\\|_{bs}=\sup \nolimits _{n}\left\|\sum _{i=1}^{n}x_{i}\right\|}          | Isometricamente isomorfo a ℓ∞.                                                                       |
| cs         | ℓ1           | no         | no                                            | {\displaystyle \\|x\\|_{bs}=\sup \nolimits _{n}\left\|\sum _{i=1}^{n}x_{i}\right\|}          | Isometricamente isomorfo allo spazio c.                                                              |
| B(X, Ξ)    | ba(Ξ)        | no         | no                                            | {\displaystyle \\|f\\|_{B}=\sup \nolimits _{x\in X}\|f(x)\|}                                 | |
| C(X)       | rca(X)       | no         | no                                            | {\displaystyle \\|x\\|_{C(X)}=\max \nolimits _{x\in X}\|f(x)\|}                              | |
| ba(Ξ)      | ?            | no         | sì                                            | {\displaystyle \\|\mu \\|_{ba}=\sup \nolimits _{A\in \Sigma }\|\mu \|(A)}                    | |
| ca(Σ)      | ?            | no         | sì                                            | {\displaystyle \\|\mu \\|_{ba}=\sup \nolimits _{A\in \Sigma }\|\mu \|(A)}                    | Sottospazio chiuso di ba(Σ).                                                                         |
| rca(Σ)     | ?            | no         | sì                                            | {\displaystyle \\|\mu \\|_{ba}=\sup \nolimits _{A\in \Sigma }\|\mu \|(A)}                    | Sottospazio chiuso di ca(Σ).                                                                         |
| Lp(μ)      | Lq(μ)        | sì         | sì                                            | {\displaystyle \\|f\\|_{p}=\left(\int \|f\|^{p}\,d\mu \right)^{\frac {1}{p}}}                | |
| L1(μ)      | L∞(μ)        | no         | sì                                            | {\displaystyle \\|f\\|_{1}=\int \|f\|\,d\mu }                                                | Il duale è L∞(μ) se μ è una misura σ-finita.                                                         |
| BV(I)      | ?            | no         | sì                                            | {\displaystyle \\|f\\|_{BV}=V_{f}(I)+\lim \nolimits _{x\to a^{+}}f(x)}                       | Vf (I) è la variazione totale di f .                                                                 |
| NBV(I)     | ?            | no         | sì                                            | {\displaystyle \\|f\\|_{BV}=V_{f}(I)}                                                        | NBV(I) è formato dalle funzioni BV(I) tali che {\displaystyle \lim \nolimits _{x\to a^{+}}f(x)=0}.   |
| AC(I)      | K + L∞(I)    | no         | sì                                            | {\displaystyle \\|f\\|_{BV}=V_{f}(I)+\lim \nolimits _{x\to a^{+}}f(x)}                       | Isomorfo allo spazio di Sobolev W 1,1(I).                                                            |
| Cn([a, b]) | rca([a,b])   | no         | no                                            | {\displaystyle \\|f\\|=\sum _{i=0}^{n}\sup \nolimits _{x\in [a,b]}\left\|f^{(i)}(x)\right\|} | Isomorfo a {\displaystyle \mathbb {R} ^{n}\oplus C([a,b])}, essenzialmente per il teorema di Taylor. |